# یواس‌اس شیپینگ‌پورت (ای‌آردی‌ام-۴)
یواس‌اس شیپینگ‌پورت (ای‌آردی‌ام-۴) (به انگلیسی: USS Shippingport (ARDM-4)) یک کشتی است که طول آن ۴۹۲ فوت ۰ اینچ (۱۴۹٫۹۶ متر) می‌باشد. این کشتی در سال ۱۹۷۷ ساخته شد.